# Сметанин, Юрий Алексеевич
Сметанин Юрий Алексеевич — советский ученый, государственный и политический деятель, Герой Социалистического Труда, доктор технических наук, профессор, член-корреспондент Национальной академии наук Украины.

## Биография
Родился в 1925 году в станице Голодаевка, ныне Куйбышево, Киевского района Ростовской области. Русский.
В мае 1943 года был призван в армию. После окончания Уфимской школы младших командиров, в звании сержанта был направлен в действующую армию. На фронте был с июня 1943 года. Командир минометного расчета 969 стрелкового полка 273 стрелковой дивизии 2 Украинского фронта. Отличился при форсировании рек Западный Буг и Висла. Награждён орденом Красной Звезды, медалью «За отвагу» (31.08.1944). Был дважды ранен. После ранения в феврале 1945 года был признан инвалидом III группы и демобилизован.

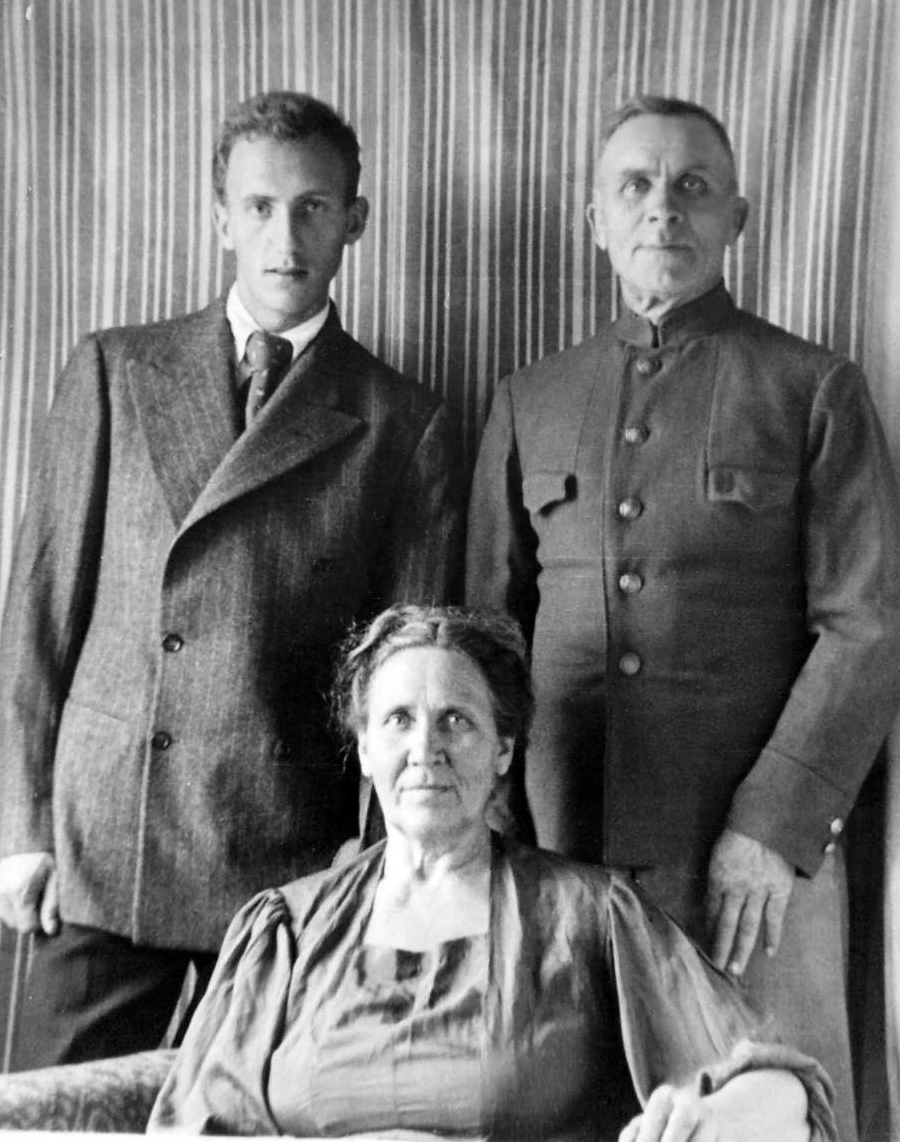
Юра, отец Алексей Петрович, мать Прасковья Павловна, 1943, Дербент

После демобилизации работал учителем средней школы в станице Мечётинская (1945—1946 г).

 ''... У Сметанина отец был сыном священника, а мать – донская казачка из старинного казачьего рода. .... Во время Гражданской войны сын священника Алексей Петрович Сметанин воевал в Первой Конной Армии Буденного. Был первым конным врачевателем и продовольственным снабженцем Конной Армии. В Донском крае никто не был безразличен к лошадям, они составляли для казаков особую гордость. Поэтому на Дону ветеринары и аграрии всегда были в почете. Весь уклад семьи Сметаниных был связан с военным конным заводом, расположенным в станице Мечетинской. Поэтому Александр Петрович и перевез семью из Голодаевки в эту донскую станицу. 
Алексей Петрович работал на военном конном заводе главным ветеринаром, а за одно и агрономом. Сын Юрий помогал отцу, готовился продолжить его дело. Этому способствовали приезды на Мечетинский конный завод легендарного конника маршала Семена Михайловича Буденного. Встречи друзей – ветеранов Первой Конной Армии были праздником для Юрия, ведь рассказы ветеранов Гражданской войны казаков были полны смелости и особой умственной смекалки и закалки. 
Когда Юра Сметанин перешел в восьмой класс, грянула война. В сентябре 1941 года военный конный завод имени 1-й Конной Армии был эвакуирован из Мечетинской в Астраханскую область. Вместе с ним была эвакуирована и семья Сметаниных. Кони в то время еще ценились в Красной Армии. Поэтому после первого освобождения Ростова-на-Дону конный завод вернулся в марте 1942 года на свое прежнее место, и Юрий продолжил учебу в восьмом классе. Однако наступление немцев летом 1942 года в направлении Сталинграда и Кавказа, повторный захват Ростова-на-Дону снова вынудили эвакуировать конный завод, на этот раз в Дагестан, в город Дербент. Последующие осень и зиму Юрий Сметанин работал в Дербенте мотористом в мастерских при конном заводе....''
Станислав Аверков. «Cекретные золотые первопроходцы из донской земли»

В 1946 году поступил в Московский авиационный институт на самолётостроительный факультет, получил специальность инженера-механика.

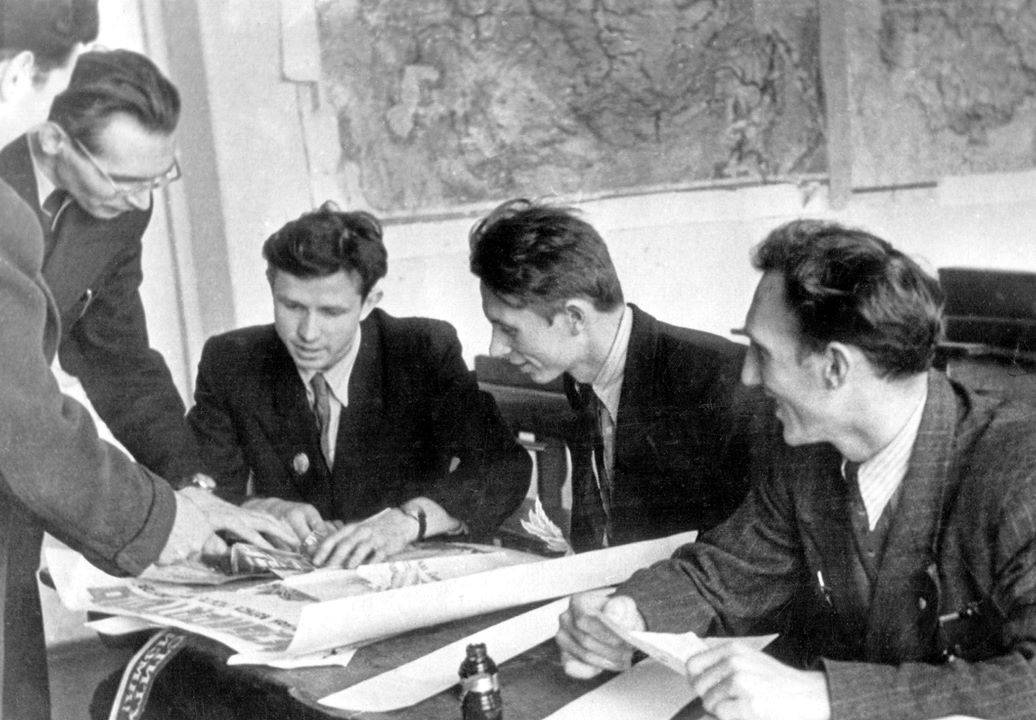
Проектанты Р-12 за работой: М.Дивинин, Э.Кашанов, Г.Пиленко, Ю.Сметанин

1952—1954 инженер отдела главного конструктора завода № 586 в Днепропетровске;
1954—1959 старший инженер ОКБ № 586;
1959—1961 начальник сектора;
1961—1970 начальник отдела;

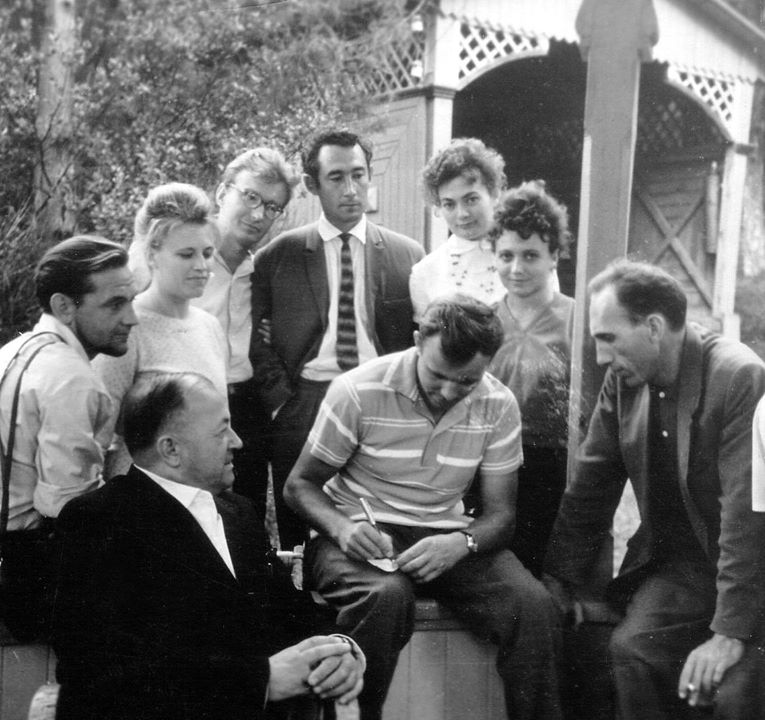
Сотрудники КБЮ на встрече с Ю.Гагариным, март1962, Крым

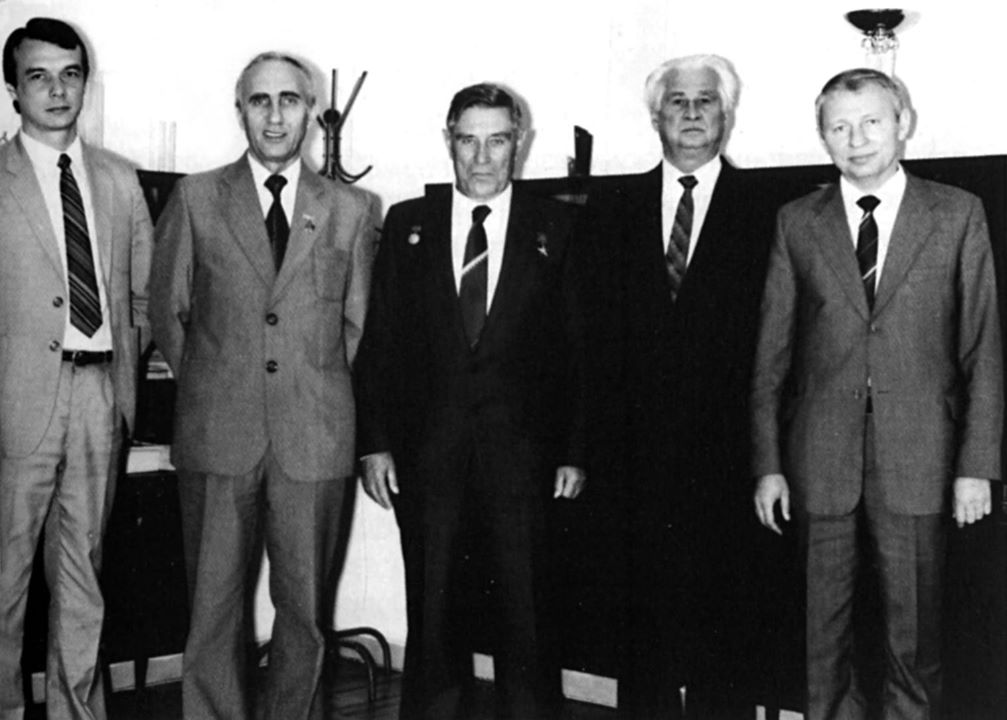
А.Негода, Ю.Сметанин, В.Будник, Н.Герасюта, Л.Кучма

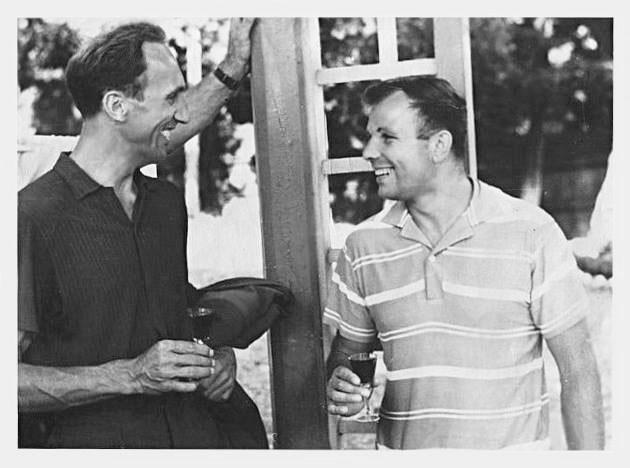
Юрий Гагарин и Юрий Сметанин

1970—1972 заместитель главного конструктора КБ «Южное»;
1972—1990 начальник головного проектного комплекса КБ «Южное»;

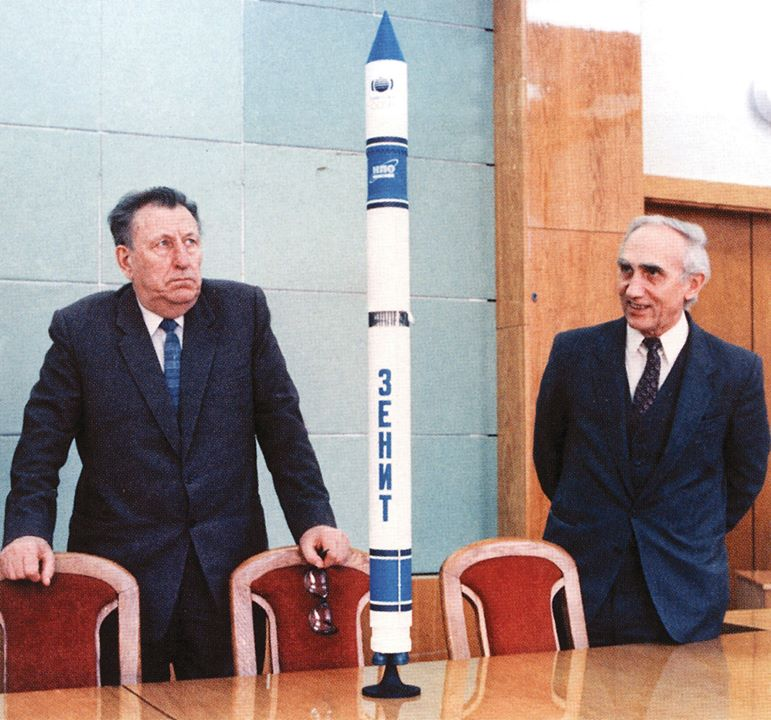
Генеральный конструктор В.Уткин и его первый заместитель Ю.Сметанин возле макета ракеты-носителя «Зенит»

1990—1999 первый заместитель главного конструктора по научной работе, руководитель подразделения проектно-конструкторских разработок;
В 1982 году, за особые заслуги в развитии ракетостроения, а именно, за разработку ядерных разделяющихся головных частей боевой межконтинентальной ракеты,
указом Президиума Верховного Совета СССР («закрытым»), Сметанину Юрию Алексеевичу было присвоено звание Героя Социалистического Труда.
Участник создания боевых (Р-36М; РТ-23) и космических ракет. Один из разработчиков системы миномётного старта боевых ракет, космических комплексов «Циклон», «Зенит», один из инициаторов проекта Морской старт.
Одновременно с работой на производстве, с 1966 года преподавал в Днепропетровском Государственном Университете. Был доцентом, профессором, заведующим кафедрой «Проектирование и конструкции летательных аппаратов».
Автор около 200 научных работ и 50 изобретений. Кандидат технических наук (1965), доктор технических наук (1978), профессор (1982), член-корреспондент НАН Украины (1988), действительный член академии космонавтики имени К. Э. Циолковского (1997).
Награждён 2 орденами Ленина (17.06.1961; 05.11.1982), орденами Октябрьской Революции (26.04.1971), Отечественной войны 1-й степени (11.03.1985), Трудового Красного Знамени (26.06.1959), 2 орденами Красной Звезды (16.09.1944; 01.07.1953), медалями, в том числе «За отвагу» (31.08.1944). Лауреат Ленинской премии (21.04.1976), Государственной премии Украинской ССР (1985).

 ''Длительное время член-корреспондент НАН Украины, профессор Юрий Сметанин был первым заместителем генерального конструктора по научной работе, затем стал заместителем и по системным разработкам, то есть по комплексному проектированию ракетных систем. При непосредственном участии Ю.Сметанина рождались шедевры боевого ракетостроения SS-18 («Сатана») и SS-24 («Скальпель»), космический носитель XXI века «Зенит».
В последние годы Юрий Сметанин был своеобразным министром иностранных дел КБ «Южное». В многочисленных поездках за рубеж оттачивалось мастерство ведения переговоров и заключения контрактов. Именно в этих поездках он понял, какое это тонкое и трудное дело — дипломатия.
Трижды Ю.Сметанин ездил в Австралию, там велись переговоры о строительстве на севере страны, у самого экватора, космодрома для коммерческих запусков космических аппаратов ракетой-носителем «Зенит». Австралийцев устраивало все: экологически чистый носитель с полностью автоматизированным процессом подготовки и проведения пуска, с обеспечением высокой точности выведения космических аппаратов на заданные орбиты.
Особый интерес к проекту проявляла украинская диаспора Австралии, одна из самых многочисленных и богатых в стране. Крупнейшие инвесторы мира интересовались: «Де виготовляються ці чудові «Зеніти»? «На Украине, в городе Днепропетровске», — последовал ответ. «Щось ми не знаємо такого міста в Україні». — «Как же так — это крупнейший металлургический, научный и культурный центр Украины, раньше назывался Екатеринославом». — «О! Катеринослав! Ми багато чули про це місто!» — «Это и есть сегодняшний Днепропетровск, именно здесь создаются «Зениты». — «Ви стверджуєте, що завод розташований в Україні, то чому ви не розмовляєте рідною мовою? — удивлялись эмигранты. — Тут щось не так. Нас просто за дурнів мають…». Эмигранты из Украины сели в свои шикарные лимузины и укатили вкладывать свои миллионы и миллиарды в иные проекты.
Очень трудно зарождалась дипломатия ракетно-космического бизнеса. Потом был крупнейший международный проект «Морской старт». 28 марта 1999 года состоялся первый успешный пуск «Зенита-ЗSL» с плавучей платформы. Это радостное событие застало Ю.Сметанина в Кейптауне (ЮАР), где он находился в служебной командировке. Через день, 30 марта 1999 года, он вылетал в Европу. Его путь пролегал через столицу Нидерландов Амстердам, там предстояла пересадка на Киев. Все пассажиры вышли из самолета и направились в аэропорт. В самолете остался один Юрий Сметанин — его сердце остановилось в полете. Так внезапно и трагично оборвалась жизнь талантливого ученого и проектанта, ныне известного во всем мире.''
Владимир Платонов. "Проектанты сгорают в небесах".
На центральном корпусе КБ «Южное», в память о Сметанине Ю. А., установлена мемориальная доска.
Умер 30 марта 1999 года, во время командировки в ЮАР, в самолёте из Йоханнесбурга в Амстердам.
Похоронен на Сурско-Литовском кладбище, Днепропетровск, Украина.